# 住谷悦治
住谷 悦治（すみや えつじ、1895年〈明治28年〉12月18日 - 1987年〈昭和62年〉10月4日）は、日本の経済学者。同志社大学名誉教授。同大学元総長。吉野作造門下。群馬県出身。

## 経歴
群馬県群馬郡国分村（現・高崎市）生まれ。前橋中、二高を経て、1922年に東京帝国大学法学部を卒業し、吉野作造の推薦により同志社大学法学部助手となる。1927年に同大学教授となったが、1933年に治安維持法で逮捕され、職を辞す。のち1934年に渡欧（1936年に帰国）、1937年に松山高等商業学校（現・松山大学）教授、1945年に夕刊京都新聞社論説部長、1946年に同社長、愛知大学法経学部教授。
1949年から同志社大学経済学部教授となり、1950年に経済学博士の学位を取得。1963年には同志社総長に就任する。1975年に退職。同大より1976年に名誉教授、1985年に名誉文化博士の称号を受けた。墓は京都市左京区の同志社墓地にある。

## 人物
二高在学中に叔父・住谷天来から受洗し、土井晩翠の影響を受けた。東大法学部では吉野作造から民本主義を学び、新人会の活動に加わる。河上肇の著書に傾倒し社会主義に接近した。また土民哲学を提唱したアナキストである石川三四郎を「生涯の先生」と慕い、交流を続けた。
経済学史・社会思想史を専門とした。特に近代日本における社会思想史・社会主義運動史の研究で知られる。ジャーナリズム研究の先駆者でもある。住谷のジャーナリストとしての方法論の特徴は、現在の問題を過去の由来から批判的に検討する手法にある。
ナチス・ドイツの失業対策について、住谷は「劣悪な環境下での公共事業など、強制労働に過ぎない」と指摘していた。
天皇との身分階梯を前提とする教育制度・社会的風潮は、人々の間の差別意識を育てると主張していた。

## 評価
1939年の住谷の著作『リストの国家主義経済学』について、小林昇は「反理性的なナショナリズムが、この古典（フリードリッヒ・リストの著書『経済学の国民体系』）を利用することを退けている」と評している。

## 家族・血縁
日露戦争に反対して平和を訴えた住谷天来を叔父にもつ。弟に画家の住谷磐根、社会学者で同志社大学教授、『満州日報』論説委員などを務めた住谷申一がいる。
経済学者で立教大学名誉教授の住谷一彦、社会福祉学者で同志社大学名誉教授の住谷磬は、いずれも悦治の子。

## 主著
- 『唯物史観より見たる経済学史』弘文堂、1926年
- 『社会主義経済思想史』春秋社、1929年
- 『経済学説の歴史性・階級性』弘文堂、1930年
- 『経済学史の基礎概念』改造社、1931年
- プロレタリアの社会学 社会科学への入門 労働問題研究所、1932
- 『日本経済学史の一齣 社会政策学会を中心として』大畑書店、1934年
- リストの国民主義経済学 河出書房、1939
- 『日本統制経済論』合資会社仲野印刷所、1939年
- 近世社会史 三笠書房、1941
- 大東亜共栄圏植民論 生活社、1942
- 経済学史概論 熊書房、1946
- 経済学史の方法論 熊書房、1946
- ユートピア社会主義 鱒書房、1946
- 新らしき平和 日本国民の進路 カニヤ書店 1946.6
- 社会科学の基礎理論 唯物史観の解説 有恒社 1948
- 『思想史的にみたる河上肇博士「貧乏物語」以前』教研社、1948年
- 『自由民権女性先駆者─楠瀬喜多子・岸田俊子・影山英子』文星堂、1948年
- 科学はどれだけ進歩したか 人文科学 四明書房 1949
- 社会思想史 京都印書館 1949
- 『私のジャーナリズム』積慶園、1954年
- 社会科学 三和書房 1956
- 経済学 三和書房 1957
- 経済学説史 三和書房 1957
- 『日本経済学史』ミネルヴァ書房、1958年
- 経済学総論 啓文社 1961
- 『河上肇（人物叢書）』吉川弘文館、1962年
- 社会科学論 法律文化社 1962
- 同志社の一隅から 法律文化社 1967
- あるこころの歴史 同志社大学住谷・篠部奨学金出版会 1968
- 日本経済学の源流 ラーネッド博士の人と思想 教文館 1969
- 鶏肋の籠 中央大学出版部 1970
- 『ラーネッド博士伝　人と思想』未來社、1973年

## 共編著
- 街娼 実態とその手記 竹中勝男共編 有恒社 1949
- 日本学生社会運動史　高桑末秀,小倉襄二共著 同志社大学出版部 1953
- 京都地方学生社会運動史 高桑末秀,小倉襄二共著 京都府労働経済研究所 1953
- 老後の生活はまもられるか 老令と社会保障 孝橋正一共編 生活文化協会 1955
- すばらしい老年期 正続　住谷磬共著 ミネルヴァ書房 1977-78

## 翻訳
- 近代資本主義発達史論 ホブソン　阪本勝弘・松沢兼人共訳 改造文庫、1932
- 近世ドイツ経済学史 ブルーノ・シユルツ 赤間信義共訳 政経書院、1932